# Kabinett Friedrich Stellwag von Carion
Das Kabinett Friedrich Stellwag von Carion war von 5. September 1892 bis 24. Oktober 1896 die von Fürst Johann II. ernannte Regierung des Fürstentums Liechtenstein unter Vorsitz von Landesverweser Friedrich Stellwag von Carion.
Nach dem Wechsel von Karl von in der Maur als Kabinettsrat nach Wien wurde eine neue Regierung unter Leitung von Friedrich Stellwag von Carion gebildet. Die Regierung tat sich nicht durch größere politische Initiativen hervor. Allerdings kam es 1894–95 zum Streit mit dem Landtag um dessen Kompetenzen, in der der Landtag für vier Monate vertagt wurde und Stellwag von Carions Amtsvorgänger einen Kompromiss aushandeln musste. Nach dem Tod des Landesverwesers 1896 übernahm Karl von in der Maur auch wieder die Amtsgeschäfte.

## Kabinettsmitglieder
|                | Bild                                | Name                          | Amtszeit                             | Landschaft |  |
| Landesverweser |                                     |                               |                                      |            |  |
|                | Landesverweser Karl von in der Maur | Friedrich Stellwag von Carion | 5. September 1892 – 24. Oktober 1896 | –          |  |
| Landräte       |                                     |                               |                                      |            |  |
|                | Landrat Franz Josef Biedermann      | Franz Josef Biedermann        | 5. September 1892 – 24. Oktober 1896 | Unterland  |  |
|                | Landrat Meinrad Ospelt              | Meinrad Ospelt                | 5. September 1892 – 24. Oktober 1896 | Oberland   |  |